# Limnophila subcylindrica
Limnophila subcylindrica là một loài ruồi trong họ Limoniidae. Chúng phân bố ở miền Australasia.